# XMC
Le préimprégné de sigle XMC (en anglais : directionally reinforced moulding compound), à hautes performances, est une variante du SMC, un plastique renforcé pour le moulage.